# Telaranea capilligera
Telaranea capilligera là một loài rêu tản trong họ Lepidoziaceae. Loài này được (Schwägr.) R.M. Schust. miêu tả khoa học lần đầu tiên năm 1963.